# Sztyerlibasevói járás
A Sztyerlibasevói járás (oroszul Стерлибашевский район, baskír nyelven Стәрлебаш районы) Oroszország egyik járása a Baskír Köztársaságban, székhelye Sztyerlibasevo falu.

## Népesség
- 1970-ben 31 977 lakosa volt, melyből 19 245 tatár (60,2%), 7 664 baskír (24%).
- 1989-ben 21 697 lakosa volt, melyből 13 534 tatár (62,4%), 5 935 baskír (27,4%).
- 2002-ben 22 007 lakosa volt, melyből 12 505 tatár (56,82%), 7 321 baskír (33,27%), 1 237 orosz (5,62%), 589 csuvas.
- 2010-ben 20 217 lakosa volt, melyből 10 958 tatár (54,3%), 7 300 baskír (36,2%), 1 197 orosz (5,9%), 457 csuvas, 74 ukrán, 43 mordvin, 8 fehérorosz, 6 mari.

| Lakosok száma | 39 526 | 32 109 | 21 697 | 20 628 | 20 217 | 19 926 | 19 115 | 18 414 | 17 911 | 17 369 |
|               | 1939   | 1970   | 1989   | 2008   | 2010   | 2012   | 2014   | 2016   | 2018   | 2021   |